# Улица Серафимовича (Минск)
Улица Серафимовича — улица в Ленинском районе Минска. Назван в честь Александра Серафимовича, русского советского писателя, лауреата Сталинской премии первой степени (1943).

## Описание
Начинается от пересечения с улицей Судмалиса, возле станции метро «Пролетарская» и железнодорожной станции « Минск-Восточный», и тянется в сторону Партизанского проспекта, пересекая Рабочий переулок.

## Достопримечательности и интересные факты
- № 11 (ул. Судмалиса, 20) — здание Института предпринимательской деятельности (1977; архитекторы Е. Зубялевич, Ю. Старченко). Возведен как лабораторный корпус Проектно-конструкторского бюро Минсельбуда БССР .
- Рядом с улицей находится крупный транспортный узел: автобусный парк, станция метро Пролетарская, ж/д станция Минск-Восточный .
- Нечетная сторона улицы начинается с дома номер 11, а четная сторона начинается с дома номер 2.
- В архитектуре улицы сочетаются современные многоэтажки, 4-этажные послевоенные панельные дома и отдельные строения. Наблюдается тенденция переделки частных квартир 4-х этажных «сталинок» в офисы[1] .
- Дом № 19 был школьным зданием, а сейчас там действует Христианско-социальный центр католической церкви, где детей обучают различным знаниям и навыкам на уровне детского сада и школы на белорусском языке[2] .

## Галерея

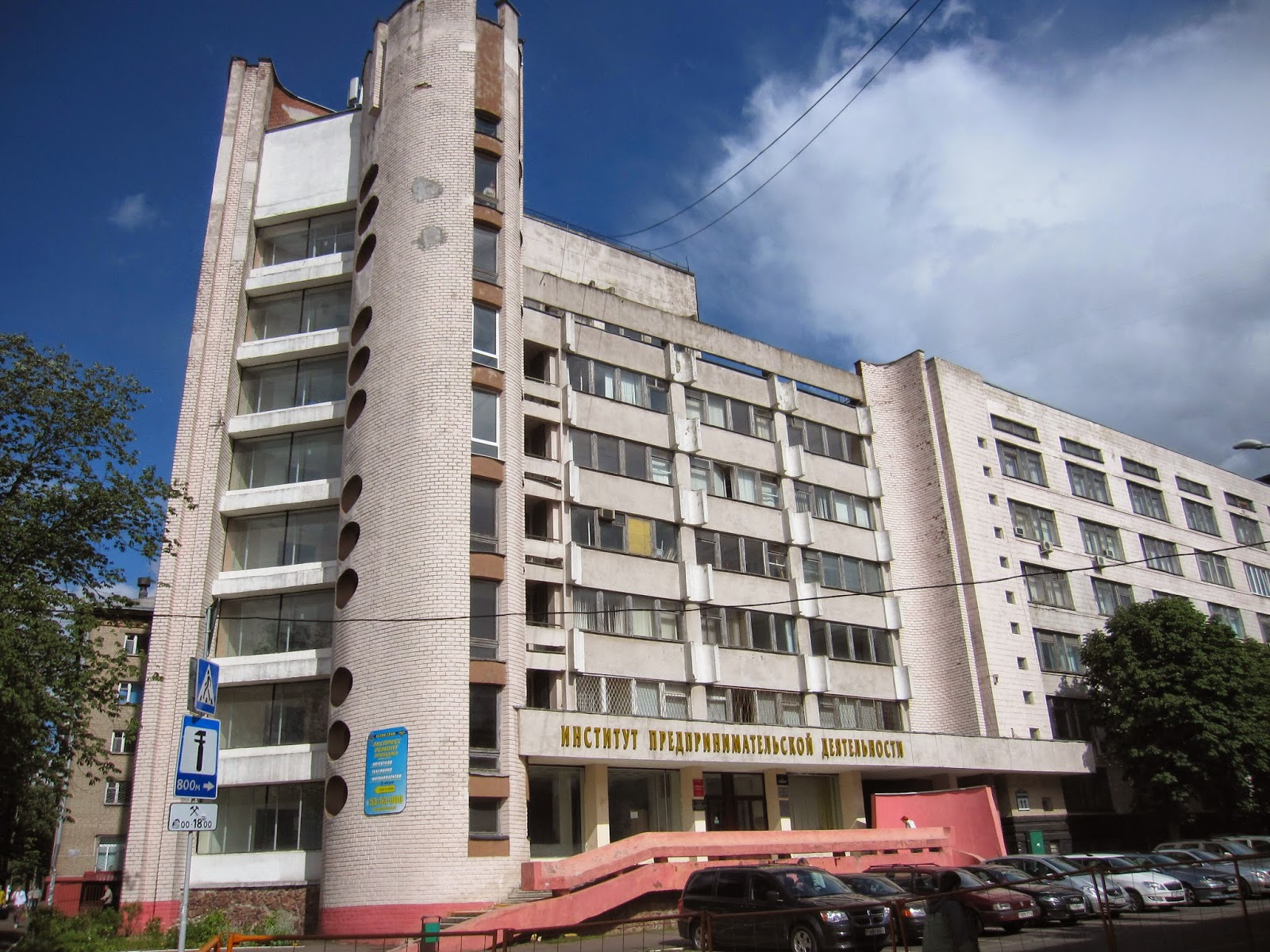
Институт предпринимательской деятельности
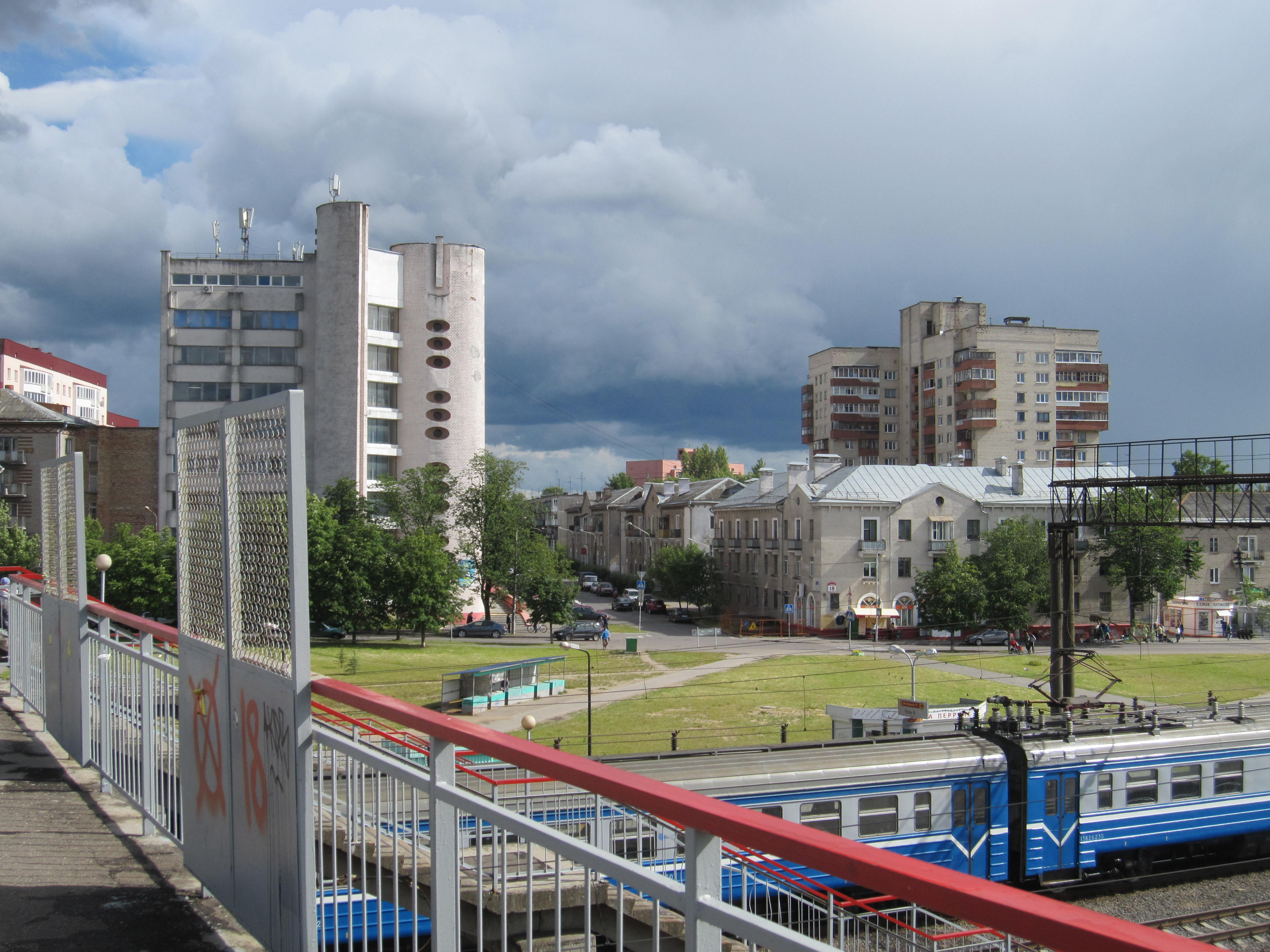
Вид на улицу. Серафимовича со станции Минск-Восточный
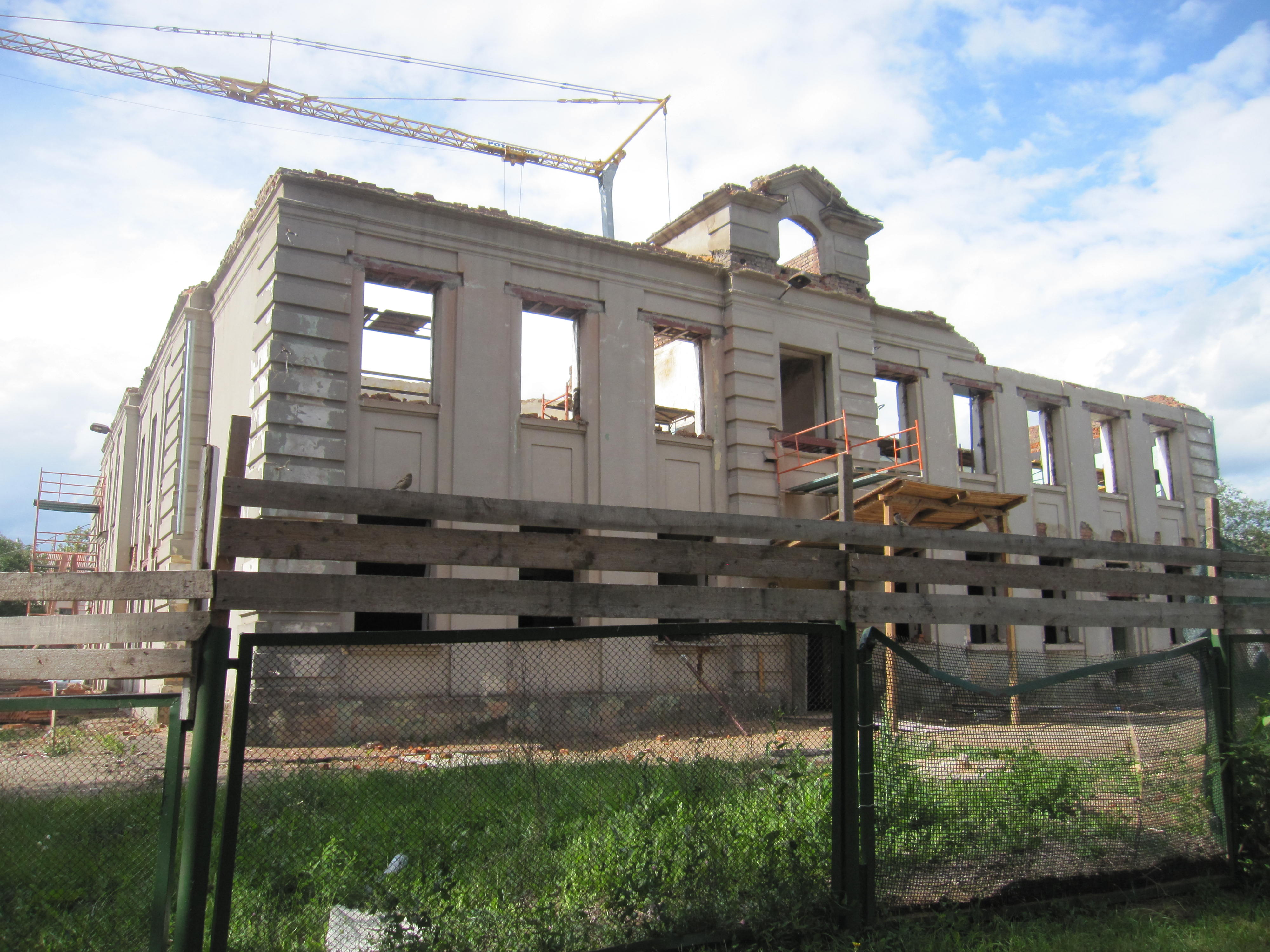
Реконструкция Серафимовича, д. 19 для нужд католической общины. Вид со двора жилого дома 21
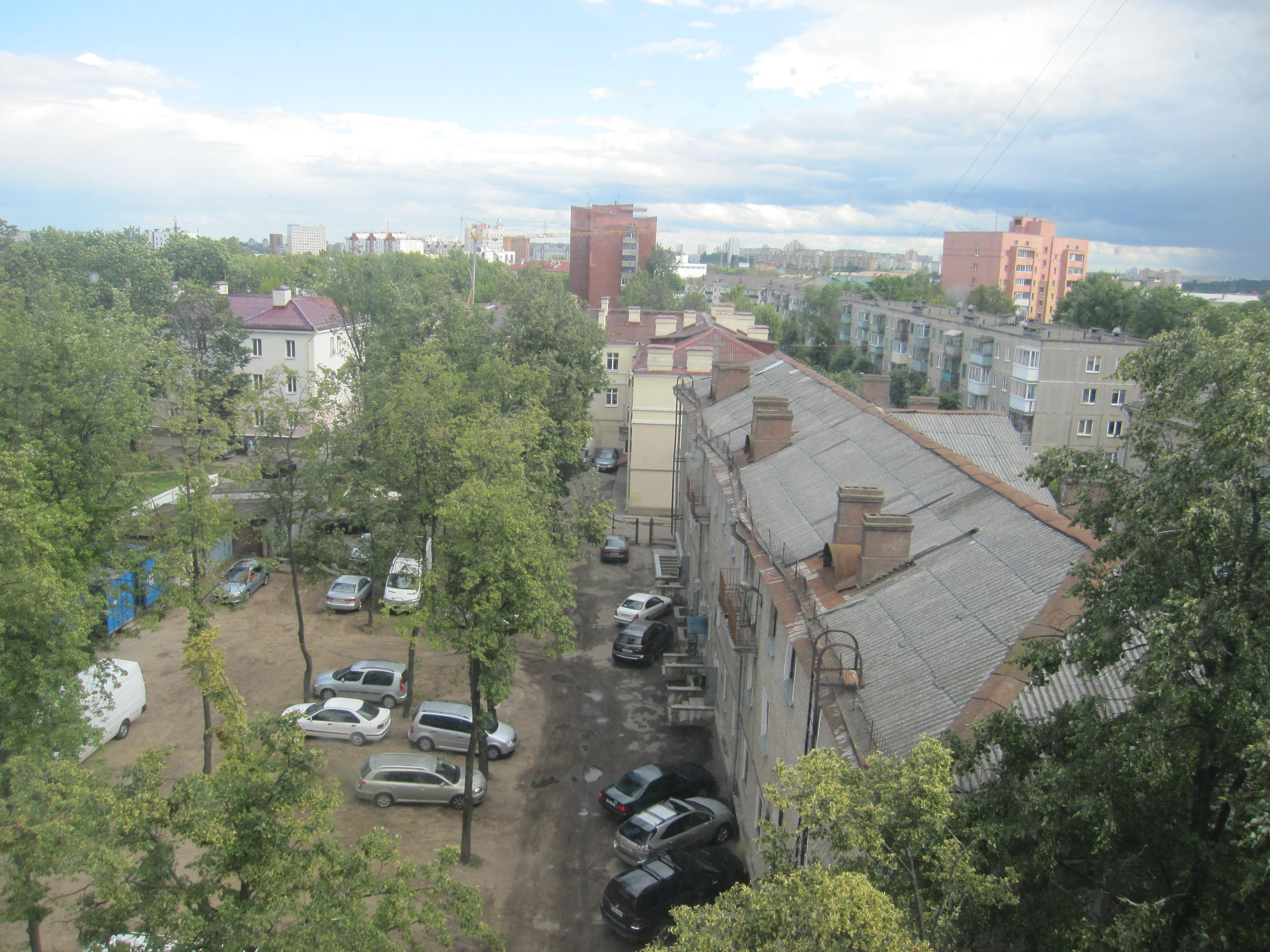
Вид Серафимовича 13 двор и чётная сторона всей улицы